# La Tête dans le cosmos
Pour plus de détails, voir Fiche technique et Distribution.
La Tête dans le cosmos (en russe : Мы не можем жить без космоса, Mi ne mozhem zhit bez kosmosa) est un film d'animation russe de court métrage réalisé par Konstantin Bronzit et sorti en 2014.

## Fiche technique
- Titre français : La Tête dans le cosmos ou Nous ne pouvons pas vivre sans le cosmos[1]
- Titre original : Мы не можем жить без космоса, Mi ne mozhem zhit bez kosmosa
- Réalisation : Konstantin Bronzit
- Scénario : Konstantin Bronzit
- Animateur : Ver Shiganova et Katya Ryabkova
- Montage : Konstantin Bronzit
- Musique : Valentin Vassenkov
- Producteur : Alexander Boyarsky
- Production : Melnitsa
- Pays d'origine :  Russie
- Durée : 15 minutes
- Dates de sortie :
  - Japon : 21 août 2014 (Festival international du film d'animation d'Hiroshima)
  - France : 15 juin 2015 (Festival international du film d'animation d'Annecy)

## Distinctions

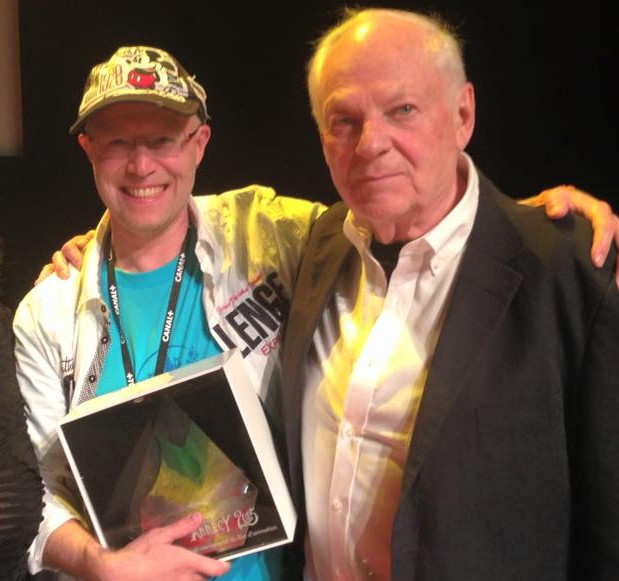
Konstantin Bronzit recevant le cristal d'Annecy des mains de Richard Williams.

Il remporte le Cristal du meilleur court métrage et le prix du jury junior à l'édition 2015 du festival international du film d'animation d'Annecy.